# Konso (Volk)
Die Konso sind eine Ethnie, die in Äthiopien in der Region der südlichen Nationen, Nationalitäten und Völker südlich des Abayasees lebt, etwa 90 km südlich der Stadt Arba Minch. Die Sprache der Konso ist das gleichnamige Konso, das zur ostkuschitischen Sprachfamilie zählt.

## Kultur

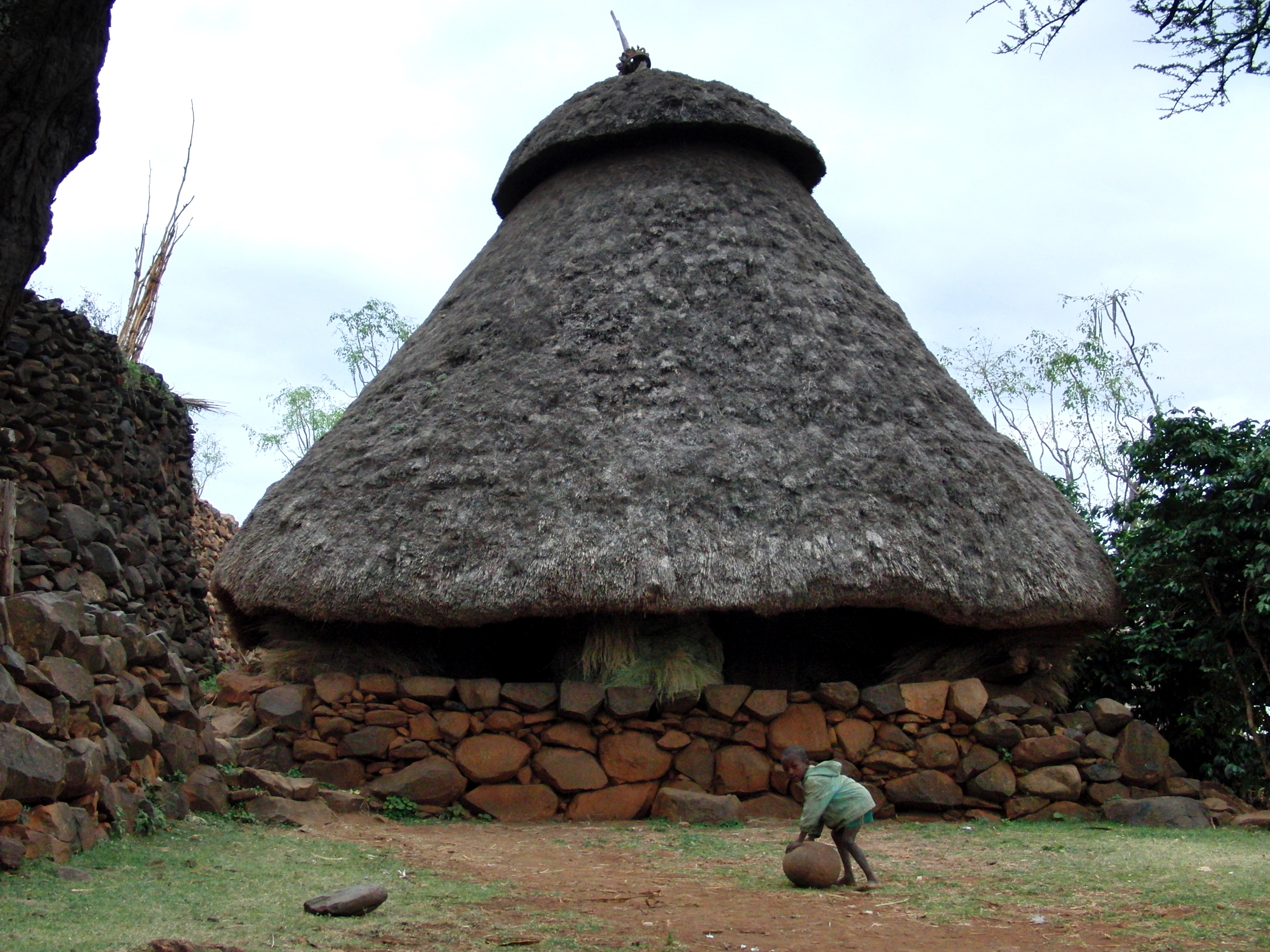
Junge spielt Ball vor einem alten Steinhaus in Konso

Die Konso sind vor allem für ihre terrassenförmigen Felder bekannt. Weiter sind sie auch für ihre hölzernen Stelen bekannt. Diese Stelen zeigen zumeist berühmte Krieger, die einen phallusartigen Kopfschmuck tragen.
Die Dörfer der Konso sind sehr dicht bebaut und mit hohen und massiven Steinwällen umzäunt. Früher dienten diese u. a. zur Abwehr von Feinden oder auch wilden Tieren wie Hyänen und Löwen. Die wenigen Eingänge wurden rund um die Uhr von Männern bewacht.
2011 wurde ein 55 Quadratkilometer großes Areal steinerner Terrassen und befestigter Siedlungen unter dem Titel „Kulturlandschaft der Konso“ als UNESCO-Welterbe anerkannt.

## Wirtschaft

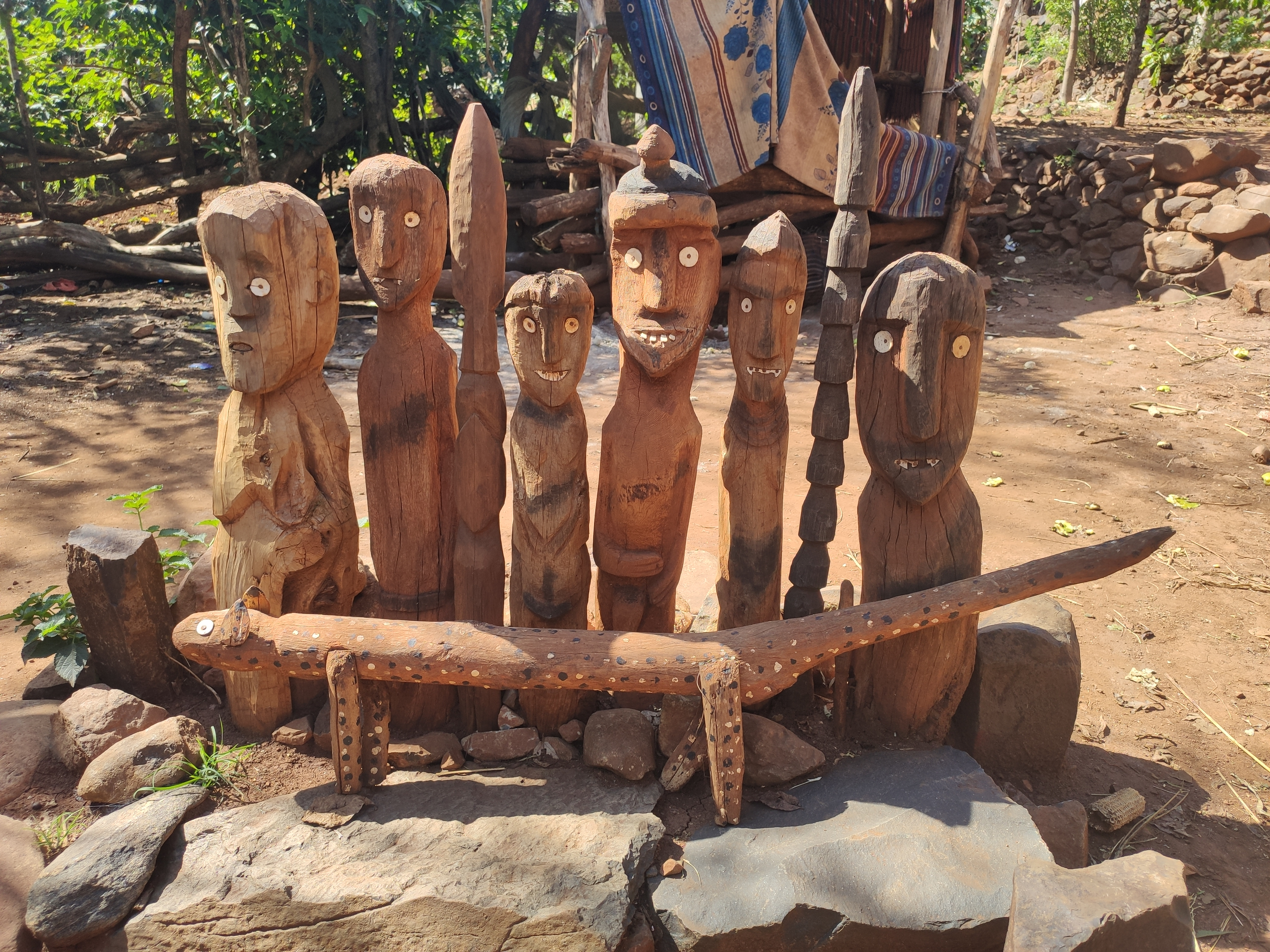
Die traditionellen Holzskulpturen zeigen berühmte Krieger und die Dorfvorsteher

Neben den in ganz Äthiopien üblichen Getreidesorten ist bei den Konso auch der Kohlbaum (Moringa stenopetala) ein wichtiges Nahrungsmittel. Seine Blätter werden mit Wasser und etwas Salz aufgekocht. Dazu kommen kleine Klöße aus Maismehl. Dieses Kurkufa wird am Morgen, Mittags und auch am Abend gerne verzehrt. An Getränken ist der Honigwein sehr verbreitet und aus Mais wird ein dem tella ähnliches Bier (tschakka, jagga) gebraut, das ebenfalls viel getrunken wird.
Die Konso sind auch für ihr Webhandwerk bekannt.